# 阿尔塔洛马高中
阿尔塔洛马高中是一所位于美国加州库卡蒙格牧场的公立高中，是查菲共同联合高中学区的一部分。

## 历史
在国家债券的资助下，学校在1998-2001年间进行了扩建，增建了一座新的数学和科学大楼、舞蹈室、举重室和图书馆，并对校园周围的场地进行了改造。

## 学术
阿尔塔洛马是2017年加州教育部颁发的金丝带奖的获得者，也是《美国新闻与世界报道》2018年最佳高中的银牌获得者。符合加州大学A-G入学要求的2017届学生比例为66.2%。

## 体育项目
阿尔塔洛马高中是加州校际联盟南区以及芒廷鲍尔迪联盟的成员。学校橄榄球队的主场比赛通常在阿尔塔洛马高中的的乌哈雷体育场举行。